# Mercury 6
För andra betydelser, se Mercury.

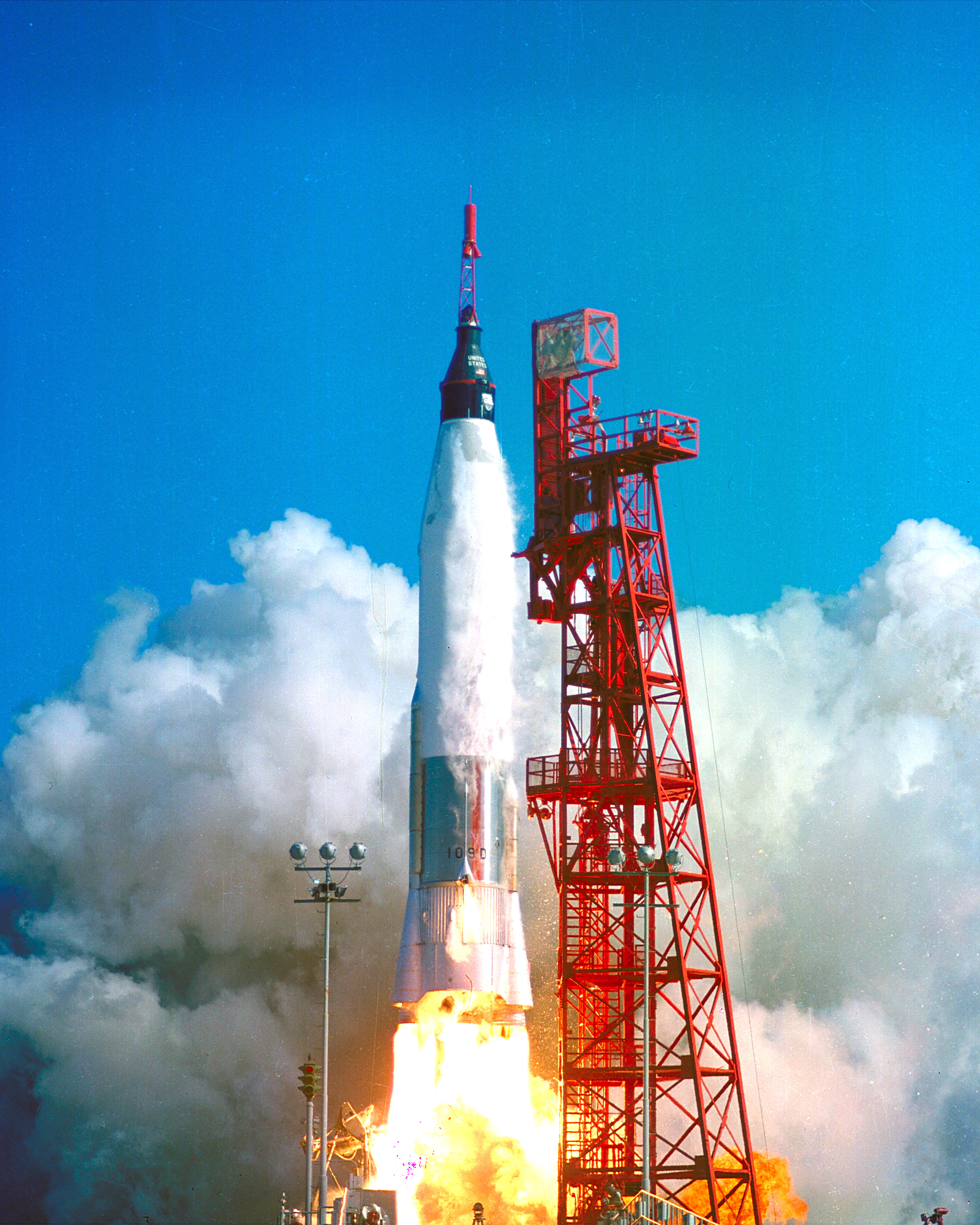
Friendship 7

Mercury 6 var NASA:s första bemannade färd till rymden i omloppsbanefärd och den femte bemannade färden totalt. Bärraket var en Atlas LV-3B. Astronauten John Glenn flög ombord i kapseln Friendship 7. Färden genomfördes 20 februari 1962 och varade i 4 timmar, 55 minuter och 23 sekunder. Farkosten sköts upp med en Atlas-raket från Cape Canaveral Air Force Station.

### Fotnoter
1. ↑  ”NASA Space Science Data Coordinated Archive” (på engelska). NASA. https://nssdc.gsfc.nasa.gov/nmc/spacecraft/display.action?id=1962-003A. Läst 24 mars 2020.